# رياضيات تطبيقية

حلول فعالة لمعضلة توجيه السيارة تتطلب استمثال بالتوافقيات وبرمجة الأعداد الصحيحة.

الرياضيات التطبيقية (بالإنجليزية: Applied mathematics)‏ هي تطبيق الأساليب الرياضية في مجالات مختلفة مثل العلوم والهندسة والأعمال وعلوم الحاسوب والصناعة. الرياضيات التطبيقية هي مزيج من العلوم الرياضية والمعرفة المتخصصة. يصف مصطلح «الرياضيات التطبيقية» أيضًا التخصص المهني الذي يعمل فيه علماء الرياضيات على حل المشكلات العملية من خلال صياغة النماذج الرياضية ودراستها.
في الماضي، حفزت التطبيقات العملية على تطوير نظريات رياضية، والتي أصبحت بعد ذلك موضوع الدراسة في الرياضيات البحتة حيث تتم دراسة المفاهيم المجردة من أجلها. يرتبط نشاط الرياضيات التطبيقية ارتباطًا وثيقًا بالبحث في الرياضيات البحتة.

## التاريخ

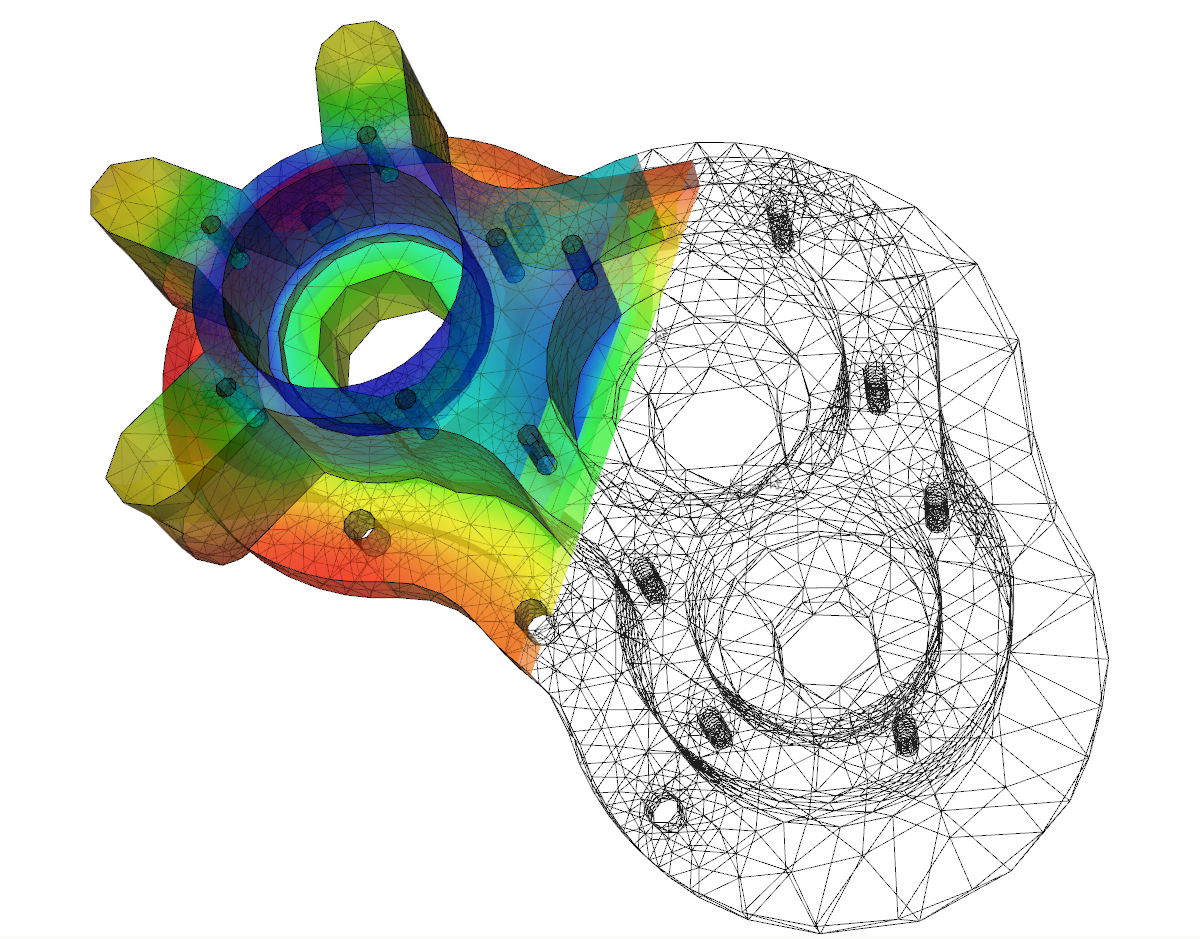
حلحلة عددية لمعادلة الحرارة على نموذج رياضي لقالب مضخة باستعمال طريقة العناصر المنتهية.

تاريخيا، كانت الرياضيات التطبيقية تتألف أساسا من التحليل التطبيقي، وأبرز مجالاته المعادلات التفاضلية؛ نظرية التقريب (يتم تفسيرها على نطاق واسع، لتشمل التمثيلات، التحليل المقارب وطرقه، الطرق المغايرة، والتحليل العددي)؛ والاحتمال التطبيقي. هذه المجالات المتعلقة بالرياضيات ترتبط مباشرة بتطور الفيزياء النيوتونية، وفي الواقع، لم يكن التمييز بين علماء الرياضيات والفيزيائيين مرسومًا بشكل حاد قبل منتصف القرن التاسع عشر. ترك هذا التاريخ إرثًا تربويًا في الولايات المتحدة؛ حتى أوائل القرن العشرين، كانت مواد مثل الميكانيكا الكلاسيكية تدرس غالبًا في أقسام الرياضيات التطبيقية في الجامعات الأمريكية بدلاً من أقسام الفيزياء، وربما لا يزال يتم تدريس ميكانيكا الموائع في أقسام الرياضيات التطبيقية. يتم تدريس الرياضيات المالية الآن في أقسام الرياضيات في الجامعات، وتعتبر الرياضيات المالية فرعًا كاملاً للرياضيات التطبيقية. استفادت أقسام الهندسة وعلوم الحاسوب من الرياضيات التطبيقية.

## التصنيفات
اليوم، يستخدم مصطلح «الرياضيات التطبيقية» بمعنى أوسع. ويشمل المجالات الكلاسيكية (الفيزياء، الميكانيكا الكلاسيكية، جريان الموائع) وكذلك المواضيع الأخرى التي أصبحت ذات أهمية متزايدة في التطبيقات. حتى الحقول مثل نظرية الأعداد التي تشكل جزءً من الرياضيات البحتة مهمة الآن في التطبيقات (مثل نظرية التشفير)، على الرغم من أنها لا تعتبر عمومًا جزءً من مجال الرياضيات التطبيقية بحد ذاتها. في بعض الأحيان، يستخدم مصطلح «الرياضيات القابلة للتطبيق» للتمييز بين الرياضيات التطبيقية التقليدية التي تطورت جنبًا إلى جنب مع الفيزياء والعديد من مجالات الرياضيات التي تنطبق على مشاكل العالم الحقيقي اليوم.
لا يوجد إجماع حول الفروع المختلفة للرياضيات التطبيقية. هذه التصنيفات أصبحت صعبة بالمناسبة الرياضيات والعلوم تتغير مع مرور الوقت، وكذلك من خلال الطريقة التي تنظم الجامعات الأقسام والدورات والشهادات.
يميز العديد من علماء الرياضيات بين «الرياضيات التطبيقية»، التي تهتم بالأساليب الرياضية، و«تطبيقات الرياضيات» في العلوم والهندسة، فالعالم البيولوجي الذي يستخدم نموذجًا سكانيًا ويطبق الرياضيات المعروفة لن يقوم بالرياضيات التطبيقية، بل يستخدمها؛ ومع ذلك، فقد طرح علماء البيولوجيا الرياضية مشكلات حفزت نمو الرياضيات البحتة، وينفي علماء الرياضيات مثل هنري بوانكاريه وفلاديمير أرنولد وجود «الرياضيات التطبيقية» ويدعون أن هناك «تطبيقات رياضيات» فقط. وتطبيقات الرياضيات، ويسمى استخدام وتطوير الرياضيات لحل المشكلات الصناعية أيضًا «الرياضيات الصناعية».
لقد أدى نجاح الأساليب والبرامج الرياضية العددية الحديثة إلى ظهور الرياضيات الحسابية والعلوم الحاسوبية والهندسة الحاسوبية، والتي تستخدم حوسبة عالية الأداء لمحاكاة الظواهر وحل المشكلات في العلوم والهندسة.

### الرياضيات القابلة للتطبيق
في بعض الأحيان، يتم استخدام مصطلح الرياضيات القابلة للتطبيق (بالإنجليزية: Applicable mathematics)‏ للتمييز بين الرياضيات التطبيقية التقليدية التي تطورت جنبًا إلى جنب مع الفيزياء والعديد من مجالات الرياضيات التي تنطبق على مشاكل العالم الحقيقي اليوم، على الرغم من عدم وجود إجماع على تعريف دقيق.
غالبًا ما يميز علماء الرياضيات بين «الرياضيات التطبيقية» من ناحية، و«تطبيقات الرياضيات» أو «الرياضيات القابلة للتطبيق» داخل وخارج العلوم والهندسة، من ناحية أخرى. يؤكد بعض علماء الرياضيات على مصطلح الرياضيات القابلة للتطبيق لفصل أو تحديد المجالات التطبيقية التقليدية من التطبيقات الجديدة الناشئة عن المجالات التي كانت تعتبر سابقًا رياضيات بحتة. على سبيل المثال، من وجهة النظر هذه، فإن عالم البيئة أو الجغرافيين الذين يستخدمون النماذج السكانية ويطبقون الرياضيات المعروفة لن يقوموا بالرياضيات التطبيقية، بل القابلة للتطبيق. حتى المجالات مثل نظرية الأعداد التي تعد جزءًا من الرياضيات البحتة أصبحت الآن مهمة في التطبيقات (مثل علم التعمية)، على الرغم من أنها لا تعتبر عمومًا جزءًا من مجال الرياضيات التطبيقية في حد ذاتها. يمكن أن تؤدي هذه الأوصاف إلى اعتبار الرياضيات القابلة للتطبيق على أنها مجموعة من الأساليب الرياضية مثل التحليل الحقيقي، والجبر الخطي، والنمذجة الرياضية، والاستمثال، والتركيبات، والاحتمالات، والإحصاء، وهي مفيدة في مجالات خارج الرياضيات التقليدية وليست خاصة بالفيزياء الرياضية.
يفضل مؤلفون آخرون وصف الرياضيات القابلة للتطبيق على أنها اتحاد من التطبيقات الرياضية «الجديدة» مع المجالات التقليدية للرياضيات التطبيقية. مع هذه النظرة، فإن مصطلحات الرياضيات التطبيقية والرياضيات القابلة للتطبيق قابلة للتبادل.

## الفوائد
تاريخيا، كانت الرياضيات التطبيقية الأكثر أهمية في العلوم الطبيعية والهندسة. ومع ذلك، فمنذ الحرب العالمية الثانية، أنتجت مجالات خارج العلوم الفيزيائية إنشاء مجالات جديدة للرياضيات، مثل نظرية الألعاب ونظرية الخيار الاجتماعي، والتي نشأت عن اعتبارات اقتصادية.
أتاح ظهور الحاسوب للتطبيقات الجديدة؛ دراسة واستخدام تكنولوجيا الحاسوب الجديدة نفسها لدراسة المشاكل الناشئة في مجالات أخرى من العلوم وكذلك الرياضيات الحسابية (على سبيل المثال، علوم الحاسوب النظرية، الحساب الرمزي، التحليل العددي). قد يكون الإحصاء أكثر العلوم الرياضية انتشارًا المستخدمة في العلوم الاجتماعية، لكن مجالات الرياضيات الأخرى، وعلى الأخص الاقتصاد، تثبت فائدتها بشكل متزايد في هذه التخصصات.

## الوضع في الأوساط الأكاديمية
المؤسسات الأكاديمية ليست متسقة في الطريقة التي تجمع بها وتسمية الدورات والبرامج والدرجات في الرياضيات التطبيقية. يوجد في بعض الكليات قسم واحد للرياضيات، في حين أن البعض الآخر لديه أقسام منفصلة للرياضيات التطبيقية والرياضيات (البحتة). من الشائع جدًا أن يتم فصل أقسام الإحصاء في الكليات ذات برامج الدراسات العليا، ولكن العديد من المؤسسات الجامعية فقط تشمل الإحصاء في قسم الرياضيات.
تتكون العديد من برامج الرياضيات التطبيقية (على عكس الأقسام) بشكل أساسي من دورات مدرجة في القوائم وأعضاء هيئة التدريس المعينين بشكل مشترك في الأقسام التي تمثل التطبيقات. بعض برامج الدكتوراه في الرياضيات التطبيقية تتطلب القليل من الدورات الدراسية أو لا تتطلب أي دورات دراسية خارج الرياضيات، بينما تتطلب برامج أخرى دورات دراسية كبيرة في مجال معين من التطبيق. يعكس هذا الاختلاف في بعض النواحي التمييز بين «الرياضيات القابلة للتطبيق» و «الرياضيات التطبيقية».
تستضيف بعض الجامعات في المملكة المتحدة أقسامًا للرياضيات التطبيقية والفيزياء النظرية، ولكن أصبح الآن أقل شيوعًا وجود أقسام منفصلة للرياضيات البحتة والتطبيقية. من الاستثناءات البارزة لهذا قسم الرياضيات التطبيقية والفيزياء النظرية بجامعة كامبريدج، الذي يضم أستاذ الرياضيات اللوكاساني الذي كان من حامليهم السابقين إسحاق نيوتن، وتشارلز بابيج، وجيمس لايتهيل، وبول ديراك، وستيفن هوكينج.
تتنوع المدارس التي تضم أقسامًا منفصلة للرياضيات التطبيقية من جامعة براون، التي تضم قسمًا كبيرًا من الرياضيات التطبيقية التي تقدم درجات علمية من خلال الدكتوراه، إلى جامعة سانتا كلارا، التي تقدم درجة الماجستير فقط؛ في الرياضيات التطبيقية. الجامعات البحثية التي تقسم قسم الرياضيات إلى أقسام بحتة وتطبيقية تشمل معهد ماساتشوستس للتكنولوجيا. يتعلم الطلاب في هذا البرنامج أيضًا مهارة أخرى (علوم الحاسوب، والهندسة، والفيزياء، والرياضيات البحتة، وما إلى ذلك) لتكملة مهاراتهم في الرياضيات التطبيقية.

## العلوم الرياضية المصاحبة
ترتبط الرياضيات التطبيقية بالعلوم الرياضية التالية:

### الحوسبة العلمية
تشمل الحوسبة العلمية الرياضيات التطبيقية (خاصة التحليل العددي) وعلوم الحوسبة (خاصة الحوسبة عالية الأداء) والنمذجة الرياضية في التخصصات العلمية.

### علوم الحاسوب
تعتمد علوم الحاسوب على المنطق والجبر والرياضيات المتقطعة مثل نظرية البيان والتوافقيات.

### بحوث العمليات وعلوم الإدارة
غالبًا ما يتم تدريس بحوث العمليات وعلوم الإدارة في كليات الهندسة والأعمال والسياسة العامة.

### الإحصاء
تتداخل الرياضيات التطبيقية بشكل كبير مع تخصص الإحصاء. يدرس المنظرون الإحصائيون الإجراءات الإحصائية بالرياضيات ويحسنونها، وغالبًا ما يثير البحث الإحصائي أسئلة رياضية. تعتمد النظرية الإحصائية على نظرية الاحتمالات والقرار، وتستفيد بشكل مكثف من الحوسبة العلمية والتحليل والاستمثال؛ لتصميم التجارب، يستخدم الإحصائيون الجبر والتصميم التوافقي. غالبًا ما يعمل علماء الرياضيات والإحصاء التطبيقيون في قسم العلوم الرياضية (خاصة في الكليات والجامعات الصغيرة).

### العلوم الاكتوارية
تطبق العلوم الاكتوارية الاحتمالات والإحصاءات والنظرية الاقتصادية لتقييم المخاطر في التأمين والتمويل والصناعات والمهن الأخرى.

### الاقتصاد الرياضي
الاقتصاد الرياضي هو تطبيق الأساليب الرياضية لتمثيل النظريات وتحليل المشكلات في علم الاقتصاد. تشير الطرق المطبقة عادة إلى الأساليب أو المناهج الرياضية غير البديهية. يعتمد الاقتصاد الرياضي على الإحصاء، والاحتمالات، والبرمجة الرياضية (بالإضافة إلى الأساليب الحسابية الأخرى)، وبحوث العمليات، ونظرية الألعاب، وبعض الطرق من التحليل الرياضي. في هذا الصدد، فهي تشبه (ولكنها تختلف عن) الرياضيات المالية، وهي جزء آخر من الرياضيات التطبيقية.
وفقًا لتصنيف موضوعات الرياضيات (MSC)، يقع الاقتصاد الرياضي في الرياضيات التطبيقية/ تصنيف آخر للفئة 91:
نظرية الألعاب والاقتصاد والعلوم الاجتماعية والسلوكية.

### تخصصات أخرى
غالبًا ما يكون الخط الفاصل بين الرياضيات التطبيقية ومجالات التطبيق المحددة غير واضح. تقوم العديد من الجامعات بتدريس دورات في الرياضيات والإحصاء خارج الأقسام المعنية، في الأقسام والمجالات بما في ذلك الأعمال والهندسة والفيزياء والكيمياء وعلم النفس وعلم الأحياء وعلوم الحاسوب والحوسبة العلمية والفيزياء الرياضية.

## وصلات خارجية
- الرياضيات التطبيقية، (كتب).